# Oberpostdirektion (Berlin)
Die ehemalige Oberpostdirektion ist ein denkmalgeschütztes, architektonisch bedeutendes Dienstgebäude im Berliner Ortsteil Charlottenburg des Bezirks Charlottenburg-Wilmersdorf. Es gehört zu den Hauptwerken des Berliner Expressionismus der 1920er Jahre. Letzte Mieter waren bis 2019 Abteilungen und Tochterfirmen der Deutschen Telekom. Seit April 2020 wurde der Gebäudekomplex entkernt, saniert und umgebaut. Im August 2024 sind die Arbeiten abgeschlossen worden. Entstanden sind moderne Büroräumlichkeiten, die flexibel genutzt werden können.

## Lage
Der ehemalige Postbau an der Dernburgstraße 50 befindet sich zwischen der Stadtautobahn A 100 und der Herbartstraße am Lietzenseepark.

## Geschichte und Architektur
Am 1. Januar 1850, bei der Neuordnung des Preußischen Postwesens, erhielt Berlin eine Oberpostdirektion (OPD) und der Vorsteher des Hofpostamtes wurde unter Beibehaltung seines Titels „Hofpostmeister“ gleichzeitig Oberpostdirektor. In den 1878 fertiggestellten Reichspost-Gebäuden Königstraße 60 und Spandauer Straße 19–22 wurden die Geschäftsräume des Hofpostamtes (HPA), des Briefpostamtes (BPA), der Generalpostkasse, der Fernsprechvermittlungsstelle V und die Dienstwohnungen des Oberpostdirektors, der Vorsteher von HPA und BPA sowie die einiger Unterbeamten untergebracht.
Zwei Jahre nach der Bildung von Groß-Berlin beschloss die Deutsche Reichspost 1922, für die Oberpostdirektion Berlin einen Neubau zu errichten, denn die oberste Postbehörde war inzwischen auf 20 verschiedene, zum Teil weit auseinanderliegende Standorte im Stadtgebiet verteilt.
Die Post erwarb ein 18.000 m² großes, von Dernburg- und Herbartstraße begrenztes Grundstück in Charlottenburg zwischen der Ringbahn und dem Lietzensee. Geplant war ein Verwaltungsgebäude für 1000 Mitarbeiter. Bedingt durch die Hyperinflation 1922/1923 verzögerte sich der Baubeginn um drei Jahre, sodass die Einweihung erst im Mai 1928 stattfand. Es handelt sich um das bedeutendste Werk von Oberpostbaurat Willy Hoffmann. Die äußeren Umfassungswände sind gemauert, das innere Tragwerk ist als Stahlskelett ausgeführt, um bei der Raumgestaltung größere Freiheiten zu haben. Hoffmann musste ausreichend Büroräume bereitstellen, dazu Sitzungssäle, einen Festsaal sowie eine Kantine. Die Baukosten beliefen sich auf 4,433 Millionen Mark (kaufkraftbereinigt in heutiger Währung: rund 19,21 Millionen Euro).
Das Gebäude ist eine Vierflügelanlage, in deren Mitte ein Verbindungstrakt mit einem Saalbau liegt. Alle Bauteile sind flach gedeckt und leuchtend weiß verputzt. Es gibt nach Süden zwei Annexe, von denen der niedrigere an der Dernburgstraße mit einem gedrungenen, polygonalen Turm abschließt.
Die Prägnanz der langgestreckten Hauptfassade tritt durch die rotbraunen Terrakottaformsteine hervor, mit denen das Hauptgesims, die Fenstereinfassungen, die Eingänge, und die Säulenstärke erreichenden Gebäudekanten verkleidet sind. Durch den Kontrast mit den hellen Wandflächen wird eine eindrucksvolle grafische Wirkung erzielt.
Architektonisch interessant ist das fünfgeschossige Haupttreppenhaus an der Dernburgstraße mit seinen achtzehn Meter hohen, mit Fliesen verkleideten Pfeilern, die kreisförmig angeordnet sind.

## Nutzung
Nach dem Ende der Weimarer Republik und der „Machtergreifung“ Hitlers führte ab 1934 die oberste Postbehörde Berlins die Bezeichnung ‚Reichspostdirektion‘. Bereits wenige Tage nach Ende des Zweiten Weltkriegs wurde am 19. Mai 1945 das Post- und Fernmeldewesen der später geteilten Stadt dem Berliner Magistrat unterstellt und damit zu einer kommunalen Angelegenheit. Die Reichspostdirektion wurde zur „Abteilung Post- und Fernmeldewesen des Magistrats von Groß-Berlin“.
Mit der Spaltung der Stadt im Lauf des Jahres 1948 konstituierte sich im Ostsektor am 30. November 1948 ein „Demokratischer Magistrat“; in den drei Westsektoren bildete nach der Wahl im Dezember 1948 der Magistrat Reuter II die Regierung. Im Senat Reuter hieß die Behörde ab Januar 1951 „Senatsverwaltung für Post- und Fernmeldewesen“ (SVPF). Eine Organisation Deutsche Bundespost Berlin gab es zu keiner Zeit – dieser Begriff war nur auf den Berliner Briefmarken zu finden.
Im Zuge der engeren Angliederung an die Deutsche Bundespost erfolgte am 1. April 1954 die Gründung der Landespostdirektion Berlin (LPD Berlin), die 1991 im Vorfeld der Privatisierung und Aufspaltung der Postdienste aufgelöst wurde.
Das Gebäude beherbergte ab 1948, bis zum Umzug 1971 in das neue Postbank-Hochhaus in Kreuzberg, auch das Postscheckamt Berlin West.

## Postanschrift

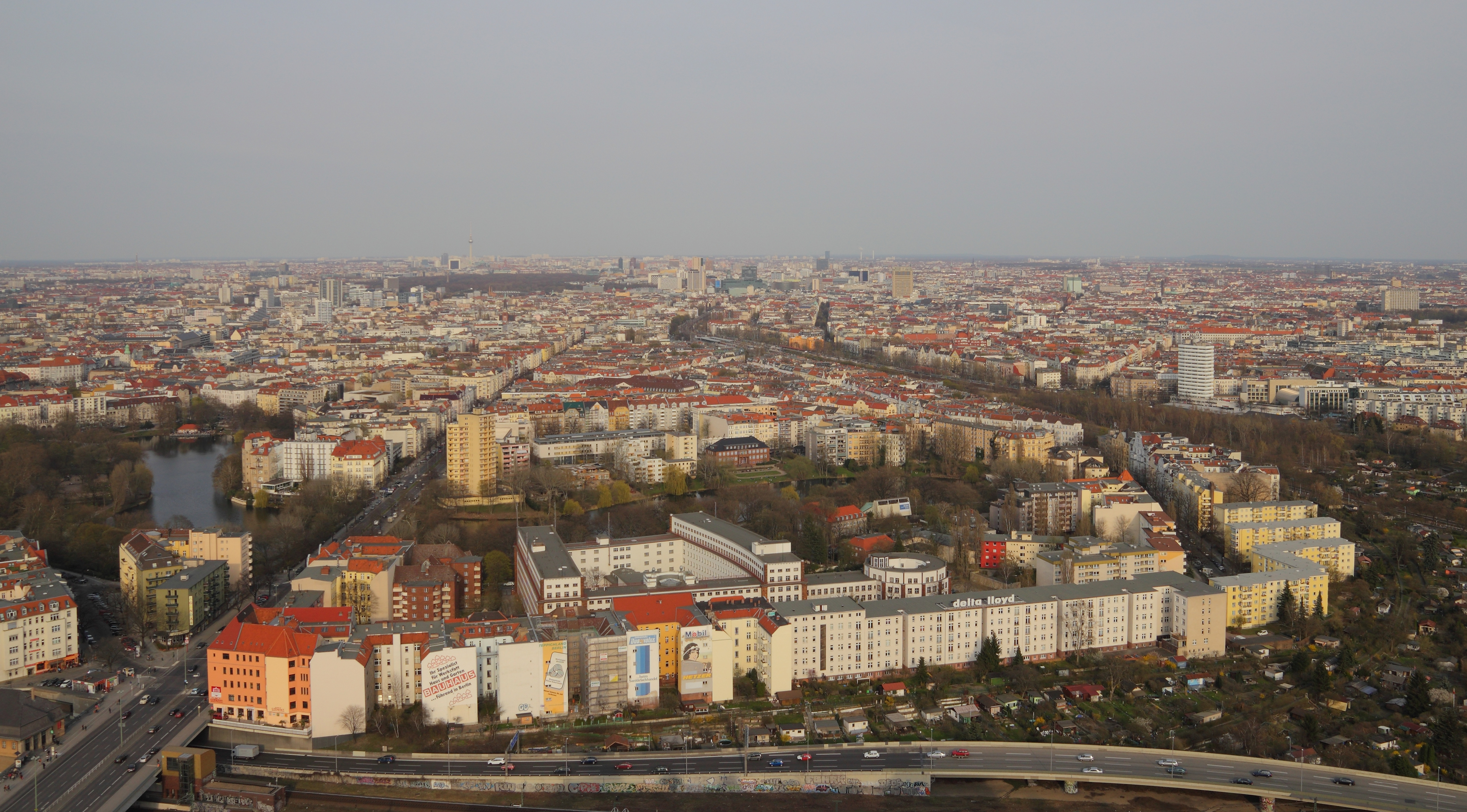
Blick vom Berliner Funkturm auf das OPD-Gebäude

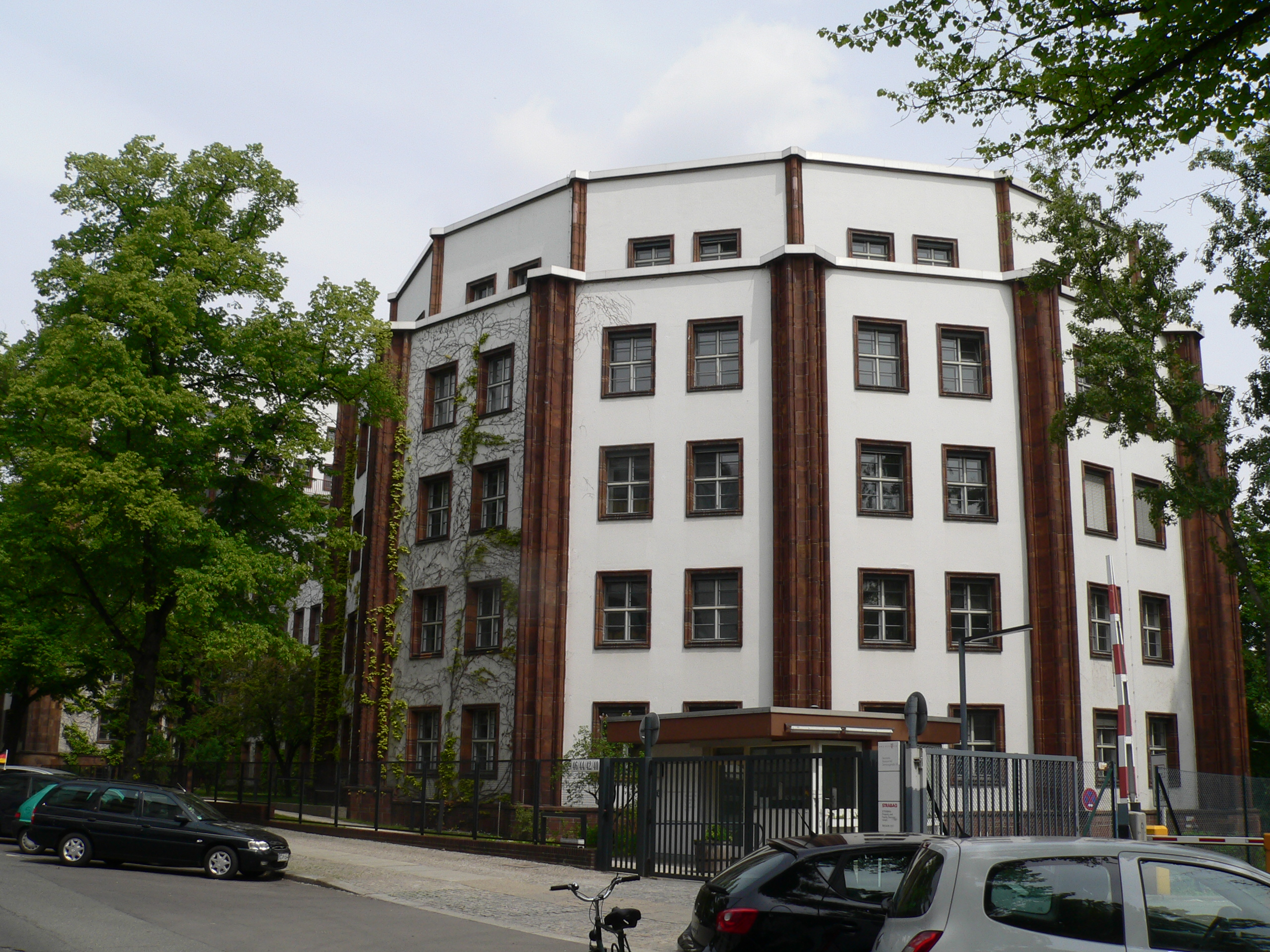
Annex des Gebäudes

Der Name der Straße wurde in der Zeit des Nationalsozialismus wegen der jüdischen Herkunft Heinrich Dernburgs am 15. Februar 1936 in Gustloffstraße geändert. Wilhelm Gustloff war wenige Tage vorher von dem jüdischen Studenten David Frankfurter erschossen worden. Als „Blutzeuge der Bewegung“ machte die NS-Propaganda Gustloff zu einem ihrer Märtyrer.
Nach Kriegsende wollte die vom Magistrat der Viersektorenstadt neu gebildete Abteilung Post- und Fernmeldewesen den NS-belasteten Straßennamen nicht weiter verwenden und nutzte daher die inoffizielle Anschrift Heinrich-von-Stephan-Straße 50. Die auf Heinrich von Stephan (1831–1897) zurückgehende Bezeichnung fand sich auch in den Adress- und Telefonbüchern. Erst am 31. Juli 1947 erfolgte die amtliche Rückbenennung in Dernburgstraße.